# Биктарь
Биктарь (баш. Биктәр) — лесистый небольшой высоты горный хребет на Южном Урале. Находится на территории Ишимбайского района Башкортостана. Исток реки Большой Ряузяк.
Длина хребта — 17 км, ширина — 6 км, абсолютная высота — 677 м. На хребте есть шесть скалообразных вершин, склоны пересечены ложбинами и котловинами диаметром до 400 м.
Хребет Биктарь относится к хребтам Башкирского (Южного) Урала, расположенным в Ишимбайском районе РБ. Хребет растянулся по меридиану от истока р. Зереклеелга до истока р. Ряузяк по Ишимбайскому району. Сложен из песчаников, алевролитов, аргиллитов и конгломератов венда, на западе — из известняков и песчаников девона.
Хребет даёт начало рекам Ряузяк, Упай, Зереклеелга, Кырынъюртелга (бассейн реки Зиган).
В урочище Кырынъюрт высота 536,7 м.
Западнее горы Биктарь, в 3 км находится гора Искеюрт (608 м), севернее — гора Кырсынгыр (607,2 м).
Ландшафты — липовые леса из ильма, клёна, дуба. Луга используются под пастбища.
По поводу происхождения названия Биктарь (баш. Биктәр) есть разные версии. Биктар — мужское имя, встречавшееся ранее среди башкир.
«Биктар» — это панцирь («бик тар» — очень тесный, узкий). В средние века здесь происходили междоусобные войны между башкирским племенем бурзян и кипчаками (предки нынешнего башкирского рода гирей-кыпчак), вытесненными из степей монголами. Гирей-кипчакам удалось занять узкую полоску земли между землями племён юрматы и бурзян.

## Топографическая карта
- Лист карты N-40-89. Масштаб: 1 : 100 000. Состояние местности на 1983 год. Издание 1985 г.